# معايير جي بي

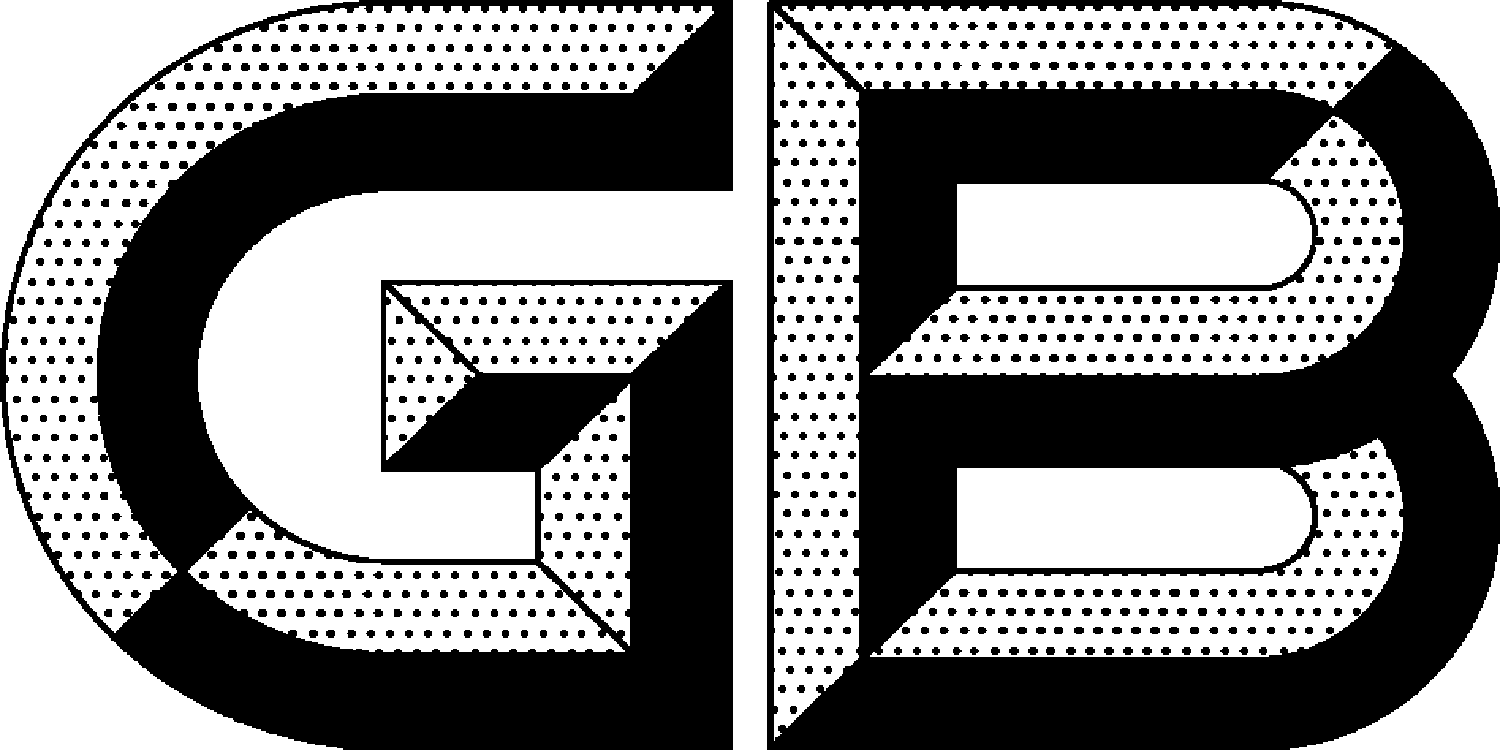

«مقياس جي بي» المُوجه هنا. للمَعايير البريطانية، انظر معهد المعايير البريطاني.
مقياس جي بي هي مقاييس وطنية صِينية نُشرت بواسطة إدارة المقاييس في الصين «ساك SAC»، واللجان الوطنية الصينية والمنظمة الدولية للمعايير واللجنة الكهروتقنية الدولية
GB تعني Guobiao «الصينية المبسطة: 国 标 ؛ الصينية التقليدية: 國 標 ؛ pinyin: Guóbiāo»، الصينية للمواصفات القياسية الوطنية.
المعايير العالمية يرمز لها ب"GB". ويمكن أن يرمز لها ب "GB/T" (الحرف T مِن اللغة الصينية 推荐 tuījiàn ، «المُوصى بها»). لذلك فالرمزان القياسيان المُتبعان هما "GB" أو."GB / T".
معايير جي بي هي الأساس لاختبار أي مُنتج حَيث أن المُنتجات يجب أن تَخضع لمعايير «CCC». إذا لَم يَكن هناك مِقياس الجي بي، الشهادة «CCC» لن تكون مطلوبة.

## التغيرات التنظيمية
لقد تم عَمل تَغَيرات كثيرة داخل الجهاز التنظيمي لمعايير جي بي الصينية. معايير جديدة قد وُضِعت، وتَطورت المعايير المَوجودة بالفعلِ وهناك ما تغيّر. في عام 2014، معيار جي بي رقم 15084-2013 لمِرايا الرؤية الخلفية بالإضافة إلي معيار جي بي رقم 14166-2013 الخاص ب «أحزمة الأمان، أنظمة ضبط النفس، وأنظمة تثبيت الطفل وأنظمة تثبيت الأطفال ISOFIX لراكبي المركبات التي تعمل بالطاقة» سوف يُعاد مراجعته وتنفيذه. فوق ذلك، معيار جي بي رقم 27887-2011 «أجهزة ضبط وتثبيت الأطفال لراكبي المركبات التي تعمل بالطاقة» سيُصبح إِلزاميًا. 